# Санкт Петер-Ординг
Санкт Петер-Ординг (њем. Sankt Peter-Ording) општина је у њемачкој савезној држави Шлезвиг-Холштајн. Једно је од 132 општинска средишта округа Нордфризланд. Према процјени из 2010. у општини је живјело 4.177 становника. Посједује регионалну шифру (AGS) 1054113, NUTS (DEF07) и LOCODE (DE PSH) код.

## Географски и демографски подаци
Санкт Петер-Ординг се налази у савезној држави Шлезвиг-Холштајн у округу Нордфризланд. Општина се налази на надморској висини од 3 метра. Површина општине износи 28,3 km². У самом мјесту је, према процјени из 2010. године, живјело 4.177 становника. Просјечна густина становништва износи 147 становника/km².